# Ampelisca unsocalae
Ampelisca unsocalae är en kräftdjursart som beskrevs av J. L. Barnard 1960. Ampelisca unsocalae ingår i släktet Ampelisca och familjen Ampeliscidae. Inga underarter finns listade i Catalogue of Life.